# The Hunchback of Notre Dame (pel·lícula de 1923)

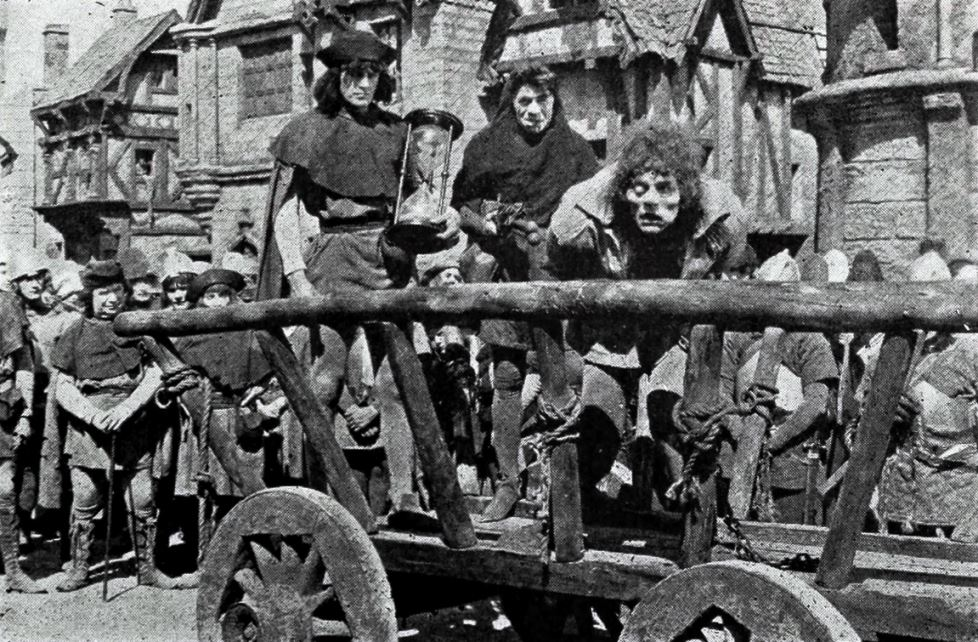
Fotograma de la pel·lícula amb Chaney caracteritzat de Quasimodo

The Hunchback of Notre Dame és una pel·lícula muda de la Universal Pictures dirigida per Wallace Worsley i protagonitzada per Lon Chaney i Patsy Ruth Miller. Basada en la novel·la homònima de Victor Hugo (1831), adaptada per Edward T. Lowe Jr. i Perley Poore Sheehan, es va estrenar el 6 de setembre de 1923. La pel·lícula va constituir el gran èxit de la Universal aquell any aconseguint uns beneficis de 3,5 milions de dòlars.

## Argument
París, l'any 1482, Lluís XI és el rei de França. La ciutat viu en tensió degut a la gran quantitat de gent pobre i oprimida els quals han escollit Clopin com el seu rei. Aquest organitza el festival dels bojos en el que Quasimodo, el campaner sord, mig cec i geperut de la catedral de Notre Dame de París, és declarat el rei dels bojos per ser el més lleig de tots. Esmeralda, una gitana que és la filla adoptiva de Clopin, balla per distreure els passavolants que són robats pels gitanos i Quasimodo s’enamora d’ella. L’endemà, el capità Phoebus Jehan queda captivat per ella, això com també Jehan, el malvat amo de Quasimodo, un que és germà de l’ardiaca de Notre Dame, Dom Claude. Aquella nit, Jehan obliga Quasimodo a segrestar la bella Esmeralda però els seus crits atreuen Phoebus que la rescata. Quasimodo és arrestat i fuig, mentre que Jehan fuig i l’abandona cosa que provocarà l’odi del campaner. Quasimodo és condemnat a ser encadenat a la plaça pública. Esmeralda sent els seus crits de set i li porta una gerra d’aigua i més tard Dom Claude l’allibera.
Jehan i Clopin queden consternats en saber que, tot i estar compromès amb Fleur de Lys, Phoebus es vol casar amb l'Esmeralda. Phoebus convenç Esmeralda que l'acompanyi a un ball per celebrar que ha estat nomenat capità de la Guàrdia Reial. Li proporciona roba rica i la presenta a la seva amfitriona, Madame de Gondelaurier, com a princesa d'Egipte. Clopin, acompanyat dels seus captaires, interromp la festa i exigeix que Esmeralda torni. Per evitar el vessament de sang, Esmeralda diu que no pertany a l'aristocràcia. Més tard, però, Esmeralda fa arribar una nota a Phoebus a través del poeta de carrer Pierre Gringoire, citant-lo a Notre Dame per acomiadar-se d'ell. Quan Phoebus arriba Jehan l'apunyala per l'esquena. Tot i que sobreviu, Esmeralda és acusada injustament i sota tortura acaba acceptant dir que ella l’ha apunyalat per lo que és condemnada a mort. Quasimodo la rescata del cadafal i se l’enduu a la catedral, on ell i Dom Claude la refugien.

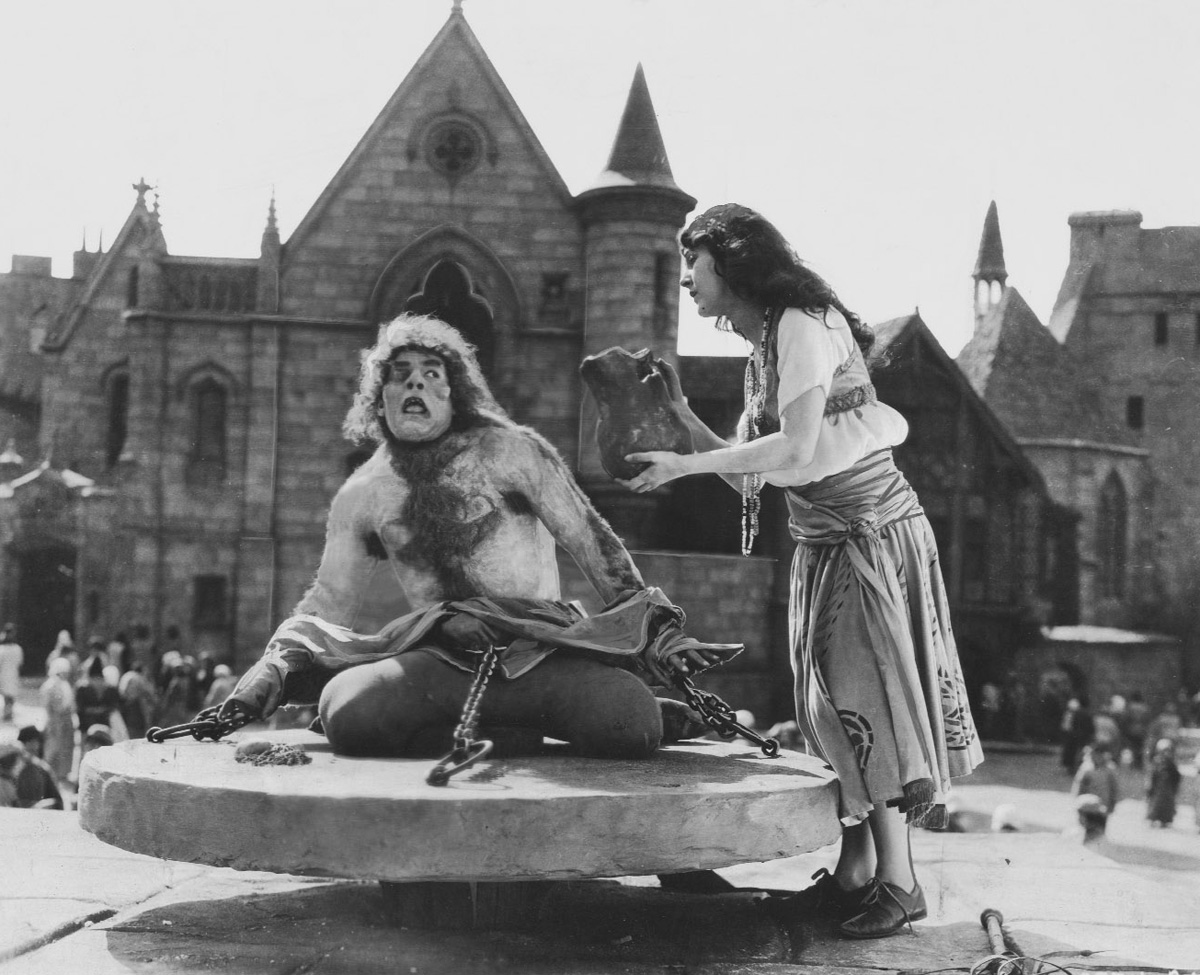
Fotograma de la pel·lícula amb Lon Chaney i Patsy Ruth Miller

Més tard aquella nit, Clopin arrossega tot l'inframón de Paris a assaltar la catedral. Mentrestant Jehan intenta prendre l'Esmeralda, tot explicant-li que el desig de Phoebus era que ell la cuidés. Quan ella no el creu intenta prendre-la per la força. Quasimodo evita l’entrada dels assaltants a la catedral amb roques i torrents de plom fos. Phoebus, qua s’ha guarit, és alertat per Gringoire i lidera els seus homes contra la multitud. Clopin mor a la batalla. Quasimodo troba Jehan atacant Esmeralda i llença el seu antic mestre des de les muralles de Notre Dame, no abans, però, que Jehan l'apunyali tres cops per l'esquena. Phoebus troba l'Esmeralda i l'abraça. Quasimodo és testimoni de la retrobada i toca les campanes per anunciar la seva mort. marca el seu propi nombre de morts. Gringoire i Dom Claude arriben al campanar just a temps per veure'l morir. L'última imatge de la pel·lícula és la de la gran campana, que es balanceja en silenci sobre el cadàver de Quasimodo.

## Repartiment
- Lon Chaney (Quasimodo)
- Ernest Torrence (Clopin)
- Patsy Ruth Miller (Esmeralda)
- Norman Kerry (Phoebus)
- Brandon Hurst (Jehan)
- Nigel De Brulier (Dom Claude)
- Raymond Hatton (Gringoire)
- Winifred Bryson (Fleur de Lys)
- Gladys Brockwell (Godule)
- Kate Lester (Madame de Gondelaurier)
- Tully Marshall (Lluís XI de França)
- Harry van Meter (Monsieur Neufchatel)
- Nick De Ruiz (Monsieur le Torteru)
- Eulalie Jensen (Marie)
- Roy Laidlaw (Charlomue)
- W. Ray Meyers (criat)
- William Parke (Josephus)
- John Cossar (jutge de la cort)
- Edwin Wallock (camarlenc del rei)
- Bob Kortman (ma de garfi)
- Harry Holman (home gras)
- John Cough (presoner)
- Cesare Gravina

## Producció

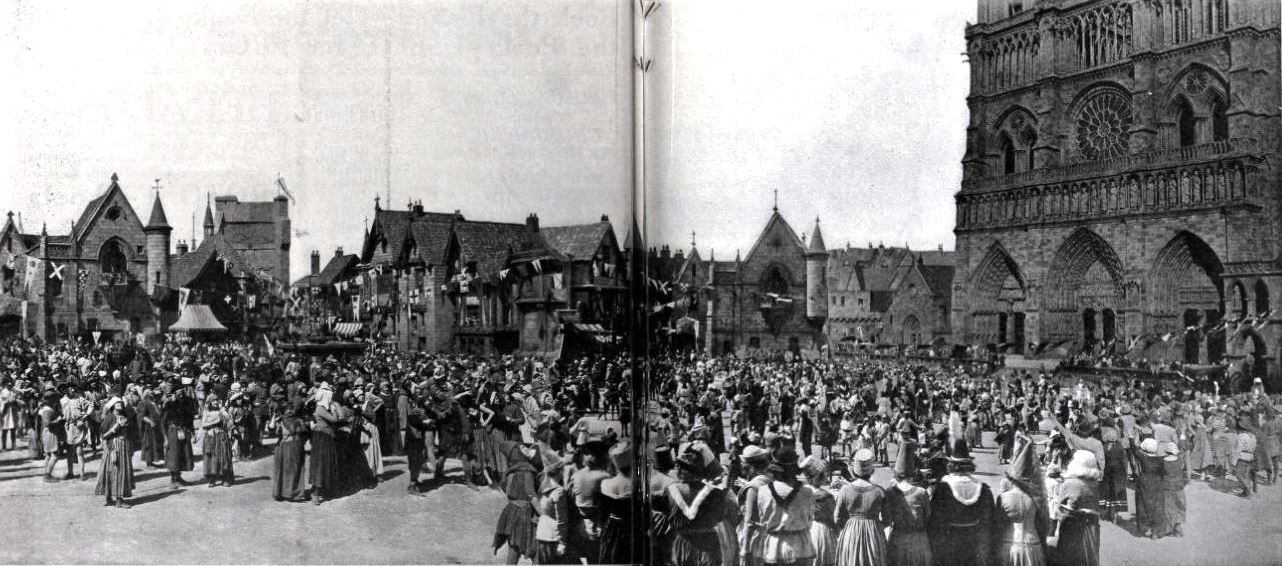
Fotograma de la pel·lícula on es mostra la reconstrucció del París del segle XV amb la catedral de Notre Dame

Irving Thalberg, productor a la Universal, buscava drets d’autor que permetessin a la companyia, aleshores la menys prestigiosa de les grans productores, fer un salt de qualitat i es va interessar per la novel·la de Victor Hugo. Chaney tenia els drets de la novel·la, de fet havia intentat finançar-la de manera independent, i això el va ajudar en el moment de negociar el seu contracte per evitar que Carl Laemmle, cap de la Universal, retallés el pressupost de tal com ell i Thalberg l’havien previst. La pel·lícula va suposar el retorn de Chaney a la Universal on havia treballat com a director, guionista o actor de personatges especials durant molts anys i que havia abandonat per disputes de salari.
Chaney va sol·licitar que el director fos Erich von Stroheim, però els excessos pressupostaris del director van suposar que mai fos considerat com una possibilitat real. Thalberg pretenia que el director fos Tod Browning però Laemmle va imposar el nom de Wallace Worsley, que ja havia treballat amb Chaney a la Goldwyn Pictures. Per a la pel·lícula, Thalberg va fer construir una rèplica de la façana de Notre Dame de París. Chaney va dissenyar per a la pel·lícula un maquillatge horripilant que requeria de tres hores de preparació abans del rodatge per convertir-se en Quasimodo. La producció de la pel·lícula va tenir un cost total de 1.250.000 dòlars. La pel·lícula va convertir Chaney en una de les més grans estrelles cinematogràfiques del moment.